# Zakam
Der Zakam ist Berg und Geländeabsatz mit 196 m. i. J. Höhe oberhalb von Baška auf der Insel Krk in Kroatien.

## Lage
Der mit einem Gipfelkreuz versehene flache Gipfel liegt oberhalb der Bucht von Baska und erlaubt einen guten Blick auf diese.
Auf den Zakam führen einfache Wanderwege von Baska aus.